# Addisons sygdom
 Der er for få eller ingen kildehenvisninger i denne artikel, hvilket er et problem. Du kan hjælpe ved at angive troværdige kilder til de påstande, som fremføres i artiklen.

Addisons sygdom eller bronzesyge er en kronisk systemisk sygdom, hvor binyrebarken ikke producerer tilstrækkelige mængder af steroidhormoner (glukokortokoid og ofte også mineralkortokoid). Et karakteristisk symptom på sygdommen er brunlig pigmentering af huden på lysudsatte steder.
Den blev første gang omtalt af den engelske læge Thomas Addison i 1855 og er opkaldt efter ham.
Sygdommen kan resultere i udtalt fysisk og psykisk svækkelse, fordøjelsesbesvær, lavt blodtryk og forstyrrelse i saltstofskiftet.
Den skyldes bortfald af binyrernes indre sekretion - i den vestlige verden hyppigst på grund af autoimmune lidelser . Andre grunde er tuberkulose og infarkt i binyrerne.
Kan behandles med syntetisk binyrebarkhormon.
Den amerikanske præsident John F. Kennedy og den engelske forfatter Jane Austen led af denne sygdom.
| Sygdom | Spire Denne artikel om sygdom er en spire som bør udbygges. Du er velkommen til at hjælpe Wikipedia ved at udvide den. |